# Echinofossulocactus rosasianus
Echinofossulocactus rosasianus là một loài thực vật có hoa trong họ Cactaceae. Loài này được (Pechanek) P.V. Heath mô tả khoa học đầu tiên năm 1992.